# Realtek
Realtek Semiconductor Corp. è un'azienda fondata nel 1987 allo Hsinchu Science-based Industrial Park di Taiwan. Si occupa della progettazione e vendita di circuiti integrati in particolare per le comunicazioni di rete, per le periferiche dei computer e per applicazioni multimediali.

## Storia
Nell'ottobre del 1987 un gruppo di giovani ingegneri fonda nella "Silicon Valley" di Taiwan la Realtek, che negli anni successivi diventa una delle più grandi aziende di fabless al mondo.
Nel settembre del 1995 Realtek viene certificata con ISO 9001.
Nel settembre del 1997 Realtek produce il Single-Chip Fast Ethernet Controller con cui vince i premi di "Miglior componente" e "Miglior prodotto" al COMPUTEX TAIPEI del 1997. Successivamente l'azienda vince anche un premio assegnatogli dall'amministrazione del Hsinchu Science Park. Nel 1998 viene quotata nella borsa di Taiwan.
Nel 2004 le vendite di Realtek raggiungono i 278 milioni di dollari. Nell'agosto del 2005 l'azienda ha impiegato 100 ingegneri, quattro di loro erano di Taiwan e gli altri erano cinesi.
Nel 2006 Realtek vince il premio "Miglior scelta" di COMPUTEX TAIPEI con High Definition Audio Codec. Nello stesso anno l'azienda viene certificata con ISO 14001, infatti le sue politiche di rispetto dell'ambiente seguono cinque linee guida:
- Seguire e realizzare le norme di tutela ambientale e le altre norme pertinenti.
- Promuovere il risparmio di risorse e il riciclaggio per ridurre gli sprechi.
- Prevenire l'inquinamento prodotto dai rifiuti industriali.
- Tenere aggiornato lo staff sulla responsabilità primaria dell'azienda di proteggere l'ambiente.
- Migliorare continuamente l'azienda e i metodi di produzione per prevenire la distruzione ecologica.

Nel 2011 vince diversi premi Taiwan Green Classics Award riguardanti lo standard IEEE 802.11b/g/n. Nel 2012 vince EDN China Innovation Award 2012 con single-chip per PCI-Express. L'anno successivo vince nuovamente EDN China Innovation Award e vince anche Innovative Product Award 2013. Nel 2015 vince il premio d'oro al COMPUTEX come "Miglior Scelta".
A luglio 2015 le politiche di sicurezza dell'azienda si rivelano efficaci e viene certificata con OHSAS18001,  Taiwan Occupational Safety e Health Management System Certificate.
Realtek ha attualmente membri nel IEEE P802 di cui fa ufficialmente parte.

## Lavorare in Realtek
La Realtek concede molta autonomia ai suoi impiegati, li lascia sviluppare e produrre autonomamente, permettendo loro di decidere il metodo con cui affrontare i problemi lavorativi che vengono loro posti. Il motto della Realtek è "Self-confidence and trust in people" che significa "Fidati di te stesso e credi negli altri"

## Curiosità
Nel 2011 Symantec ha dichiarato che il software dannoso Stuxnet utilizzava un certificato ufficiale della Realtek durante l'installazione di un driver corrotto. Il certificato dopo essere stato individuato come compromesso è stato revocato da Verisign il 16 luglio 2010.